# حسن بك شكري
حسن بك شكري (بالعبرية: חסן שוכרי‏) ((1876-1940) كان رئيس بلدية حيفا  ورئيس الجمعيات الوطنية الإسلامية.

## حياته
ولد حسن شكري في القدس وانتقل إلى حيفا وهو طفل. عينه الأتراك رئيسًا لبلدية المدينة عام 1914.

وفي يوليو 1921، أرسل شكري برقية إلى الحكومة البريطانية يعلن فيها دعمه لوعد بلفور وللهجرة الصهيونية لفلسطين تحت الانتداب البريطاني :
إننا نحتج بشدة على موقف الوفد المذكور فيما يتعلق بالمسألة الصهيونية. نحن لا نعتبر الشعب اليهودي عدوًا يريد أن يسحقنا. على العكس تماما. نحن نعتبر اليهود شعبًا شقيقًا يشاركنا أفراحنا ومتاعبنا ويساعدنا في بناء بلدنا المشترك. نحن على يقين من أنه بدون الهجرة اليهودية والمساعدة المالية لن يكون هناك تطور مستقبلي لبلدنا الذي يمكن الحكم عليه من حقيقة أن المدن التي يسكنها اليهود جزئيًا مثل القدس ويافا وحيفا وطبريا تحرز تقدمًا مطردًا بينما نابلس وعكا والناصرة حيث لا يقيم يهود في تراجع مستمر. 
وفي عام 1927 اعتمد شكري اللغة العبرية في كتابة وثائق البلدية التي كانت تكتب في السابق باللغة العربية. وفي عام 1933، أعلن قبول اليهود في المناقصات التي تقيمها المدينة. 
وفي عام 1936، زرعت متفجرات في منزله. ونجا دون أن يصاب بأذى، ولكن بعد عدة أشهر أطلق عليه عربي أربع رصاصات أثناء دخوله مجلس مدينة حيفا. لكن فشلت محاولة الاغتيال هذه، وأصيب شكري بالرعب وفر إلى بيروت.
وعندما توفي شكري في 29 يناير 1940، حضر العديد من قادة اليهود في حيفا جنازته.